# Castelnuovo di Garfagnana
Castelnuovo di Garfagnana és un municipi situat al territori de la província de Lucca, a la regió de la Toscana, (Itàlia).
Castelnuovo di Garfagnana limita amb els municipis de Camporgiano, Careggine, Fosciandora, Gallicano, Molazzana i Pieve Fosciana.

## Galeria

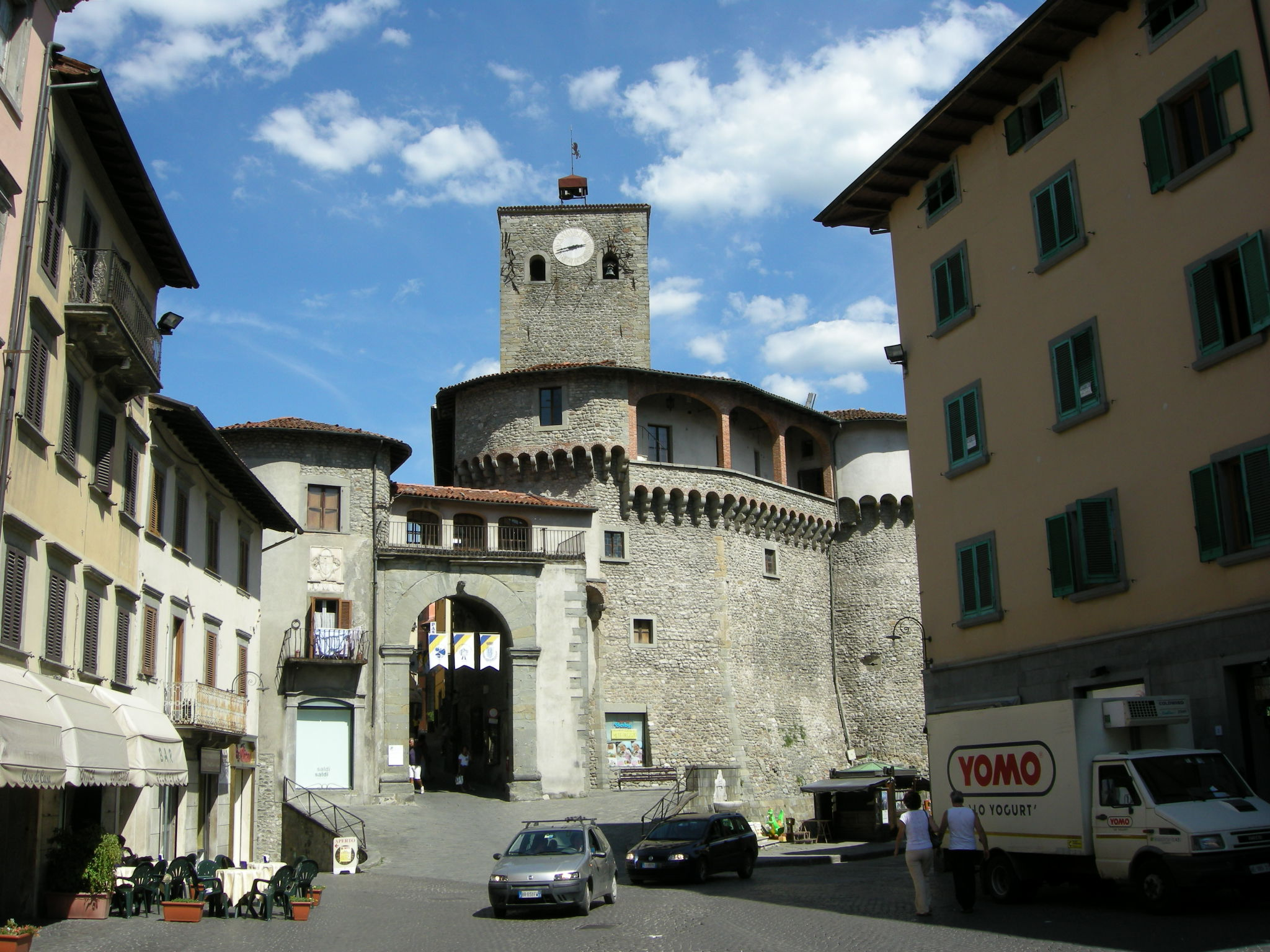
Centre de la vila
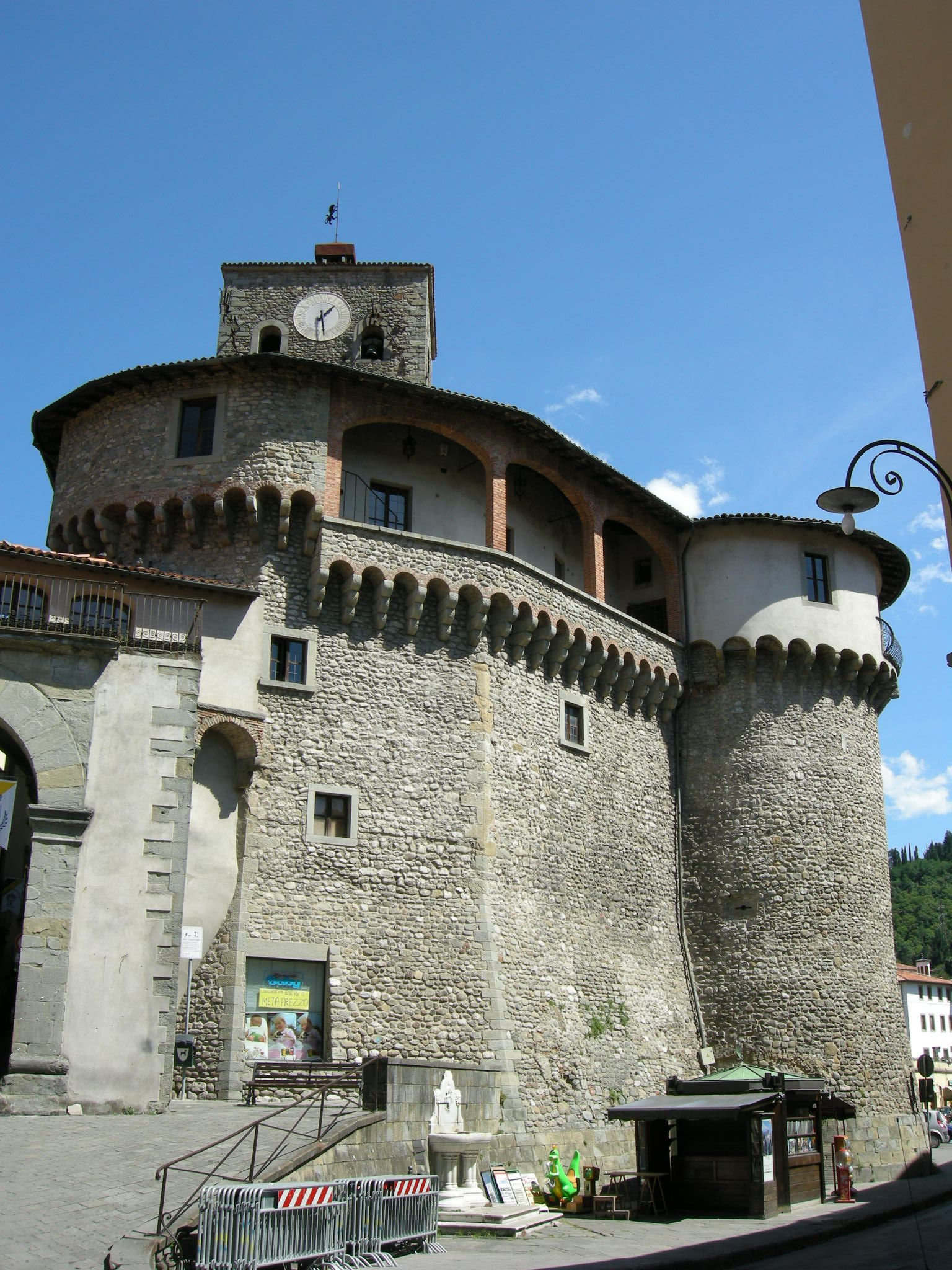
Vista de la Roca aroistesca
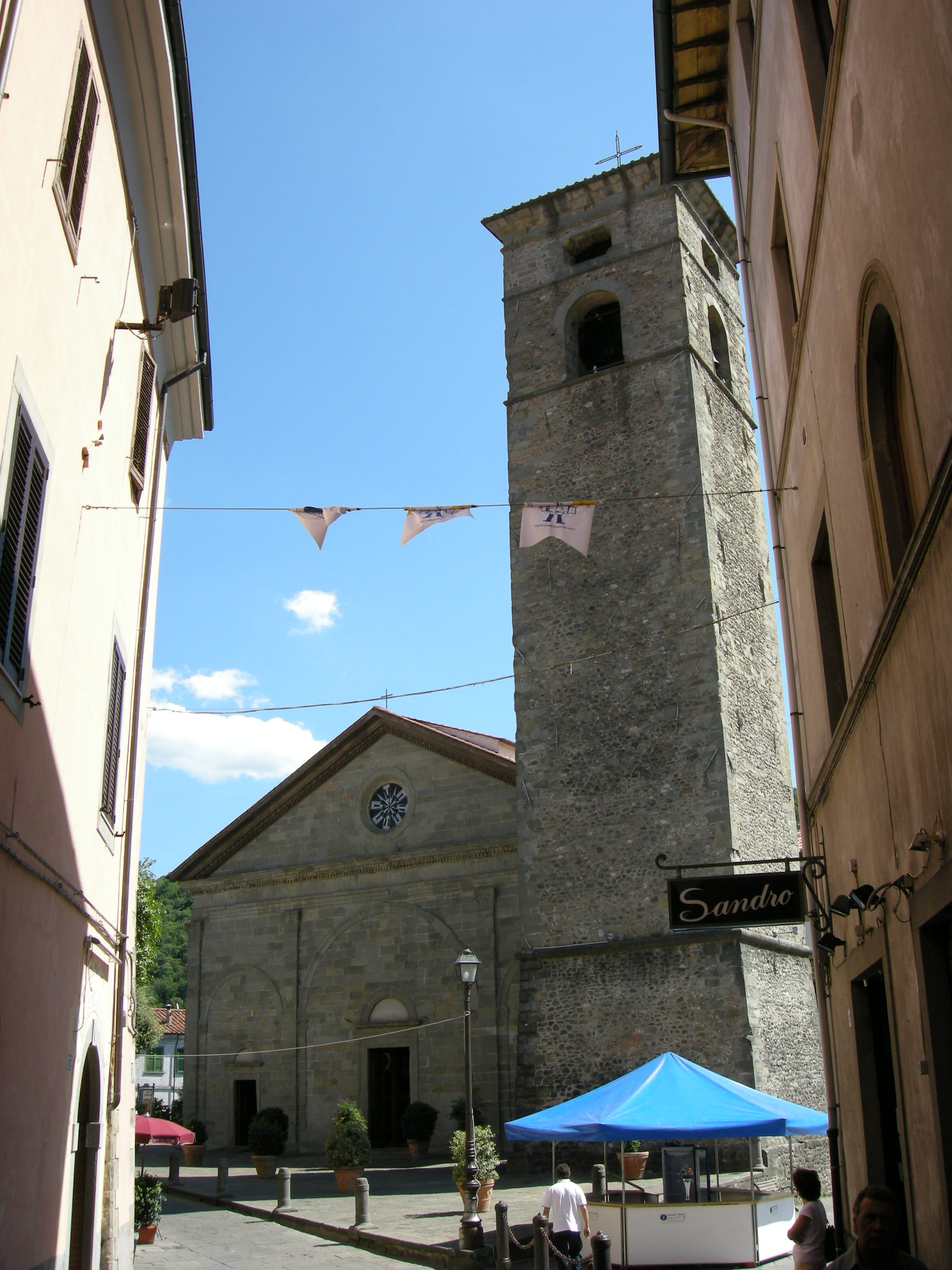
Campanar del Duomo
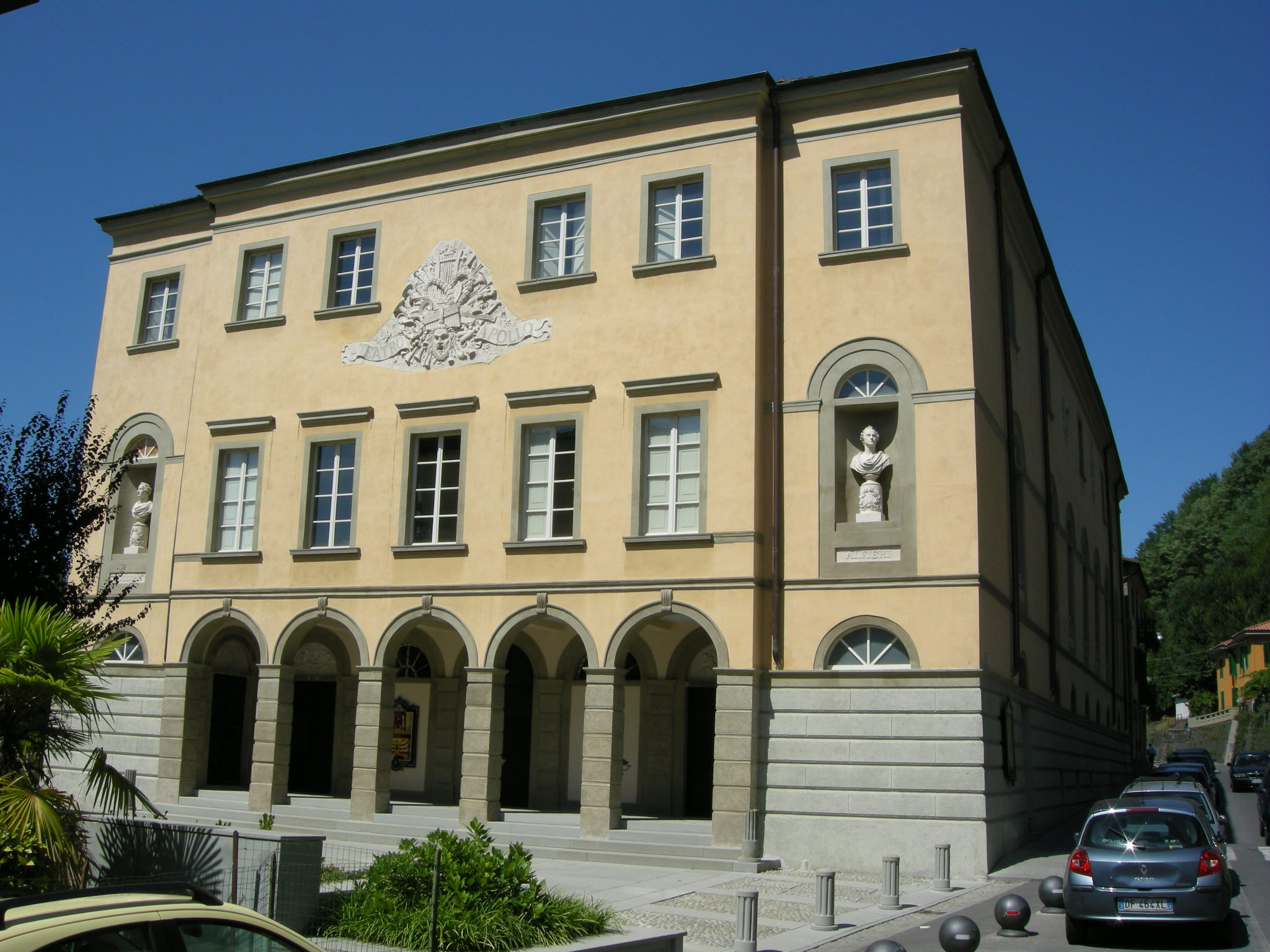
Teatre municipal
Localització de Castelnuovo di Garfagnana a la prov. de Lucca